# Rachtádes
Rachtádes (Rachtades) är en ort i Grekland.   Den ligger i prefekturen Nomós Kerkýras och regionen Joniska öarna, i den västra delen av landet, 400 km nordväst om huvudstaden Aten. Rachtádes ligger 99 meter över havet och antalet invånare är 179. Den ligger på ön Korfu.
Terrängen runt Rachtádes är platt åt nordväst, men åt sydost är den kuperad. Havet är nära Rachtádes åt nordväst.Runt Rachtádes är det ganska tätbefolkat, med 214 invånare per kvadratkilometer. Närmaste större samhälle är Agios Georgis, 2,8 km söder om Rachtádes. I omgivningarna runt Rachtádes växer i huvudsak blandskog.